# تساکیسترا
تساکیسترا (به لاتین: Tsakistra) یک منطقهٔ مسکونی در قبرس است که در ناحیه نیکوزیا واقع شده‌است.

## خصوصیات
تساکیسترا  ۱۰۷ نفر جمعیت دارد.